# Шлюмбергера усечённая
Шлюмбергера усечённая (лат. Schlumbergera truncata) — вид суккулентных растений рода Шлюмбергера, семейства Кактусовые. Это родитель или один из родителей комнатных растений, называемых среди прочего рождественским кактусом, кактусом благодарения или зигокактусом.

## Морфология
Стебель: сплющенный; эпидермис гладкий; форма прямоугольная; край зубчатый. Цветок: длина венчика 6 см; цвет сегмента околоцветника пурпурный; членик околоцветника загнут; симметричность двусторонняя.

## Распространение
Родной ареал: юго-восток Бразилии. Этот суккулентный эпифит, произрастает в основном во влажных тропических биомах. Он используется в качестве лекарства и имеет экологическое применение и в пищу.

## Таксономия
Schlumbergera truncata (Haw.) Moran, Gentes Herbarum 8: 329 (1953).

#### Этимология
Schlumbergera: название связано с именем Фредерика Шлюмбергера, у которого была коллекция кактусов в его замке под Руаном.
truncata: латинский эпитет, означающий «усеченный, обрубленный». Относится к форме сегментов, имеющих плоскую, обрубленную перпендикулярно центральной оси вершину.

#### Синонимы
Гомотипные (основанные на одном и том же номенклатурном типе):
- Cactus truncatus (Haw.) Link (1822)
- Cereus truncatus (Haw.) Sweet (1826)
- Epiphyllum truncatum Haw. (1819)
- Zygocactus truncatus (Haw.) K.Schum. (1890)

Гетеротипные (основанные на разных номенклатурных типах):
- Epiphyllum altensteinii Pfeiff. (1837)
- Epiphyllum delicatum N.E.Br. (1902)
- Epiphyllum elegans Cels ex C.F.Först. (1846)
- Epiphyllum guedneyrii Houllet (1875)
- Epiphyllum purpurascens Lem. (1841)
- Epiphyllum ruckeri Paxton (1846)
- Epiphyllum ruckerianum Lem. (1861)
- Epiphyllum salmoneum Cels ex K.Schum. (1897)
- Epiphyllum smithianum Marnock (1840)
- Epiphyllum truncatum var. wagneri Rol.-Goss. ex Guillaumin (1932)
- Epiphyllum violaceum Cels ex C.F.Först. (1846)
- Schlumbergera truncata var. altensteinii (Pfeiff.) Moran (1953)
- Schlumbergera truncata var. delicata (N.E.Br.) Moran (1953)
- Zygocactus altensteinii (Pfeiff.) K.Schum. (1890)
- Zygocactus delicatus (N.E.Br.) Britton & Rose (1913)

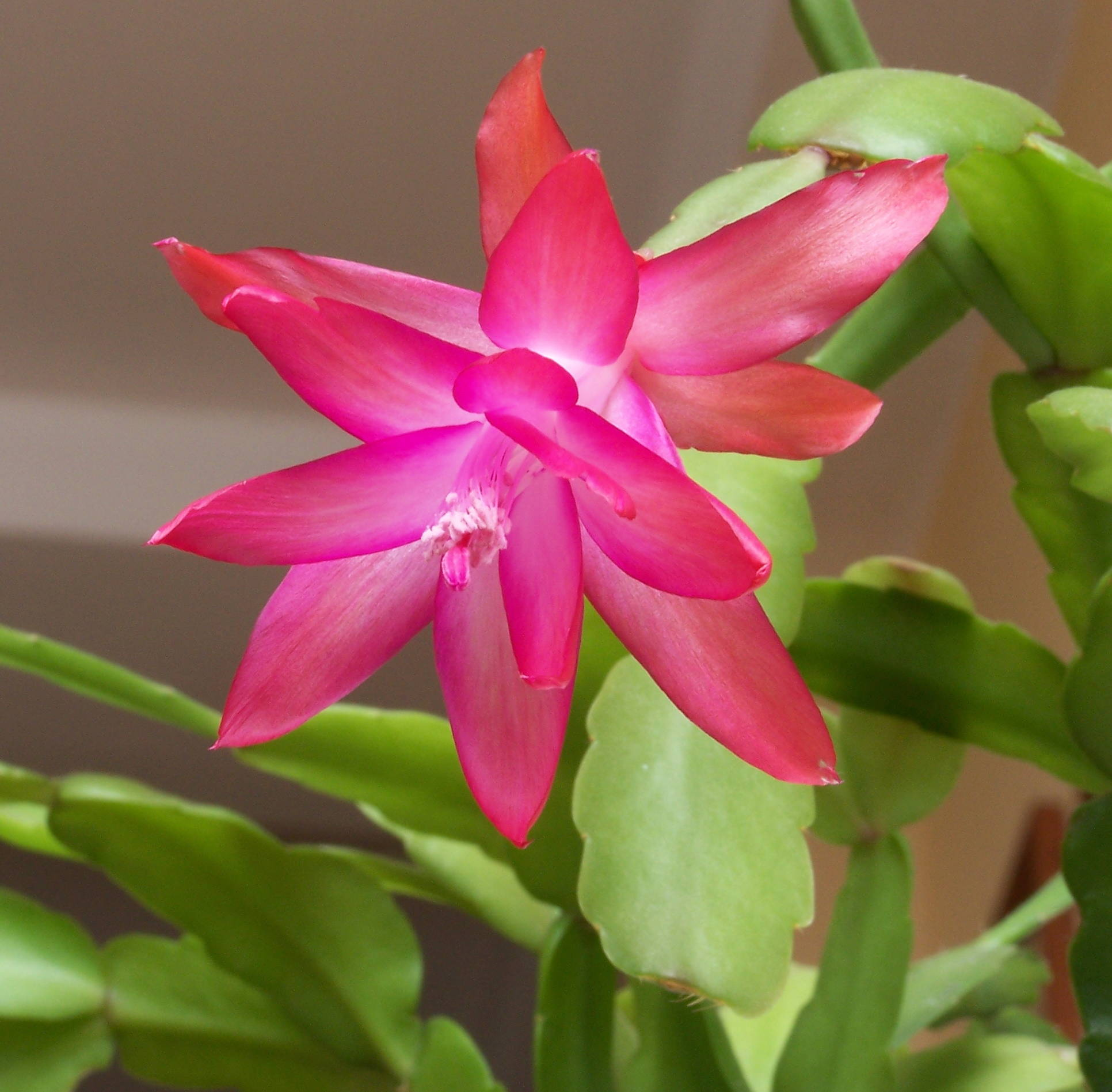
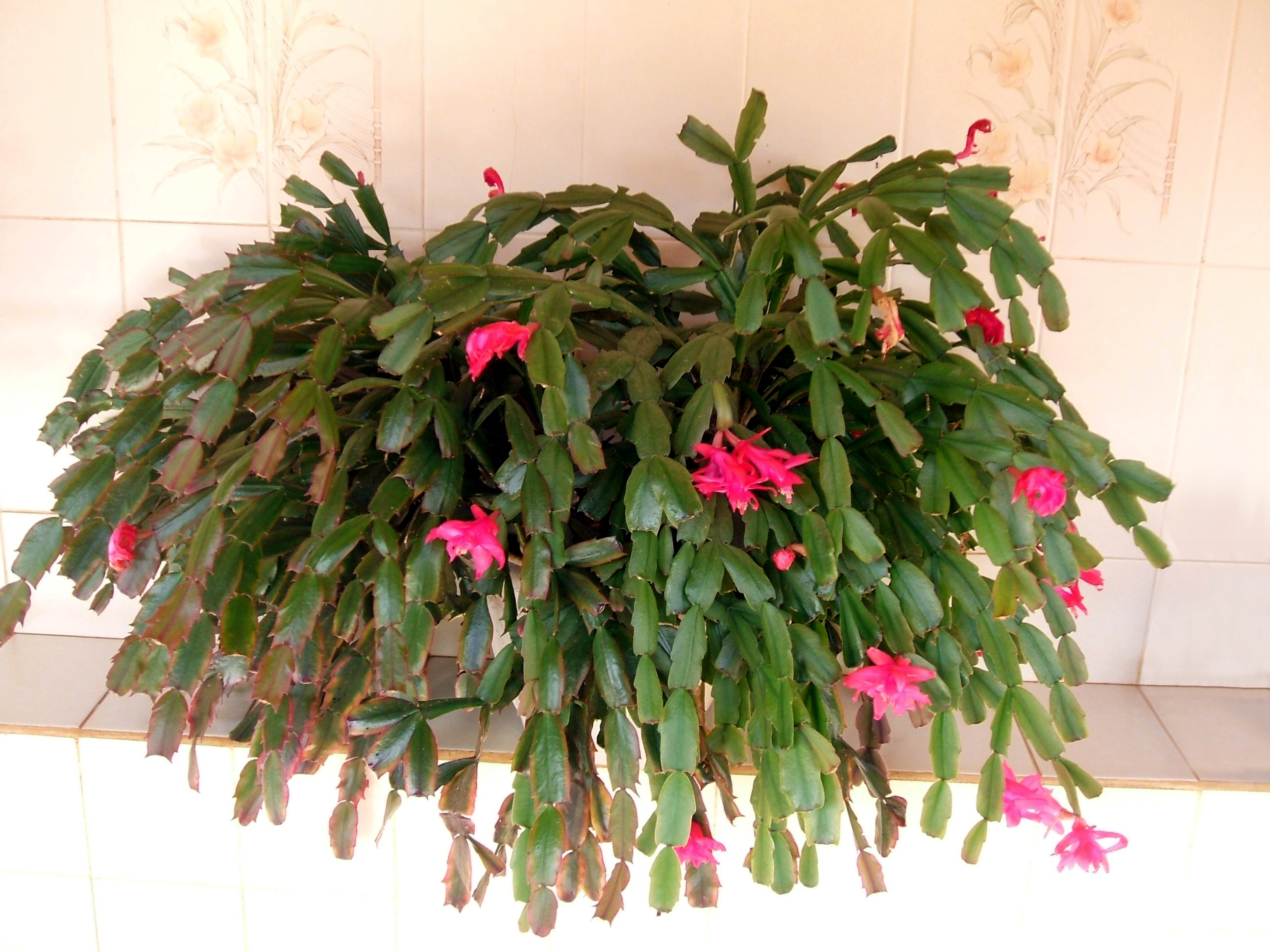
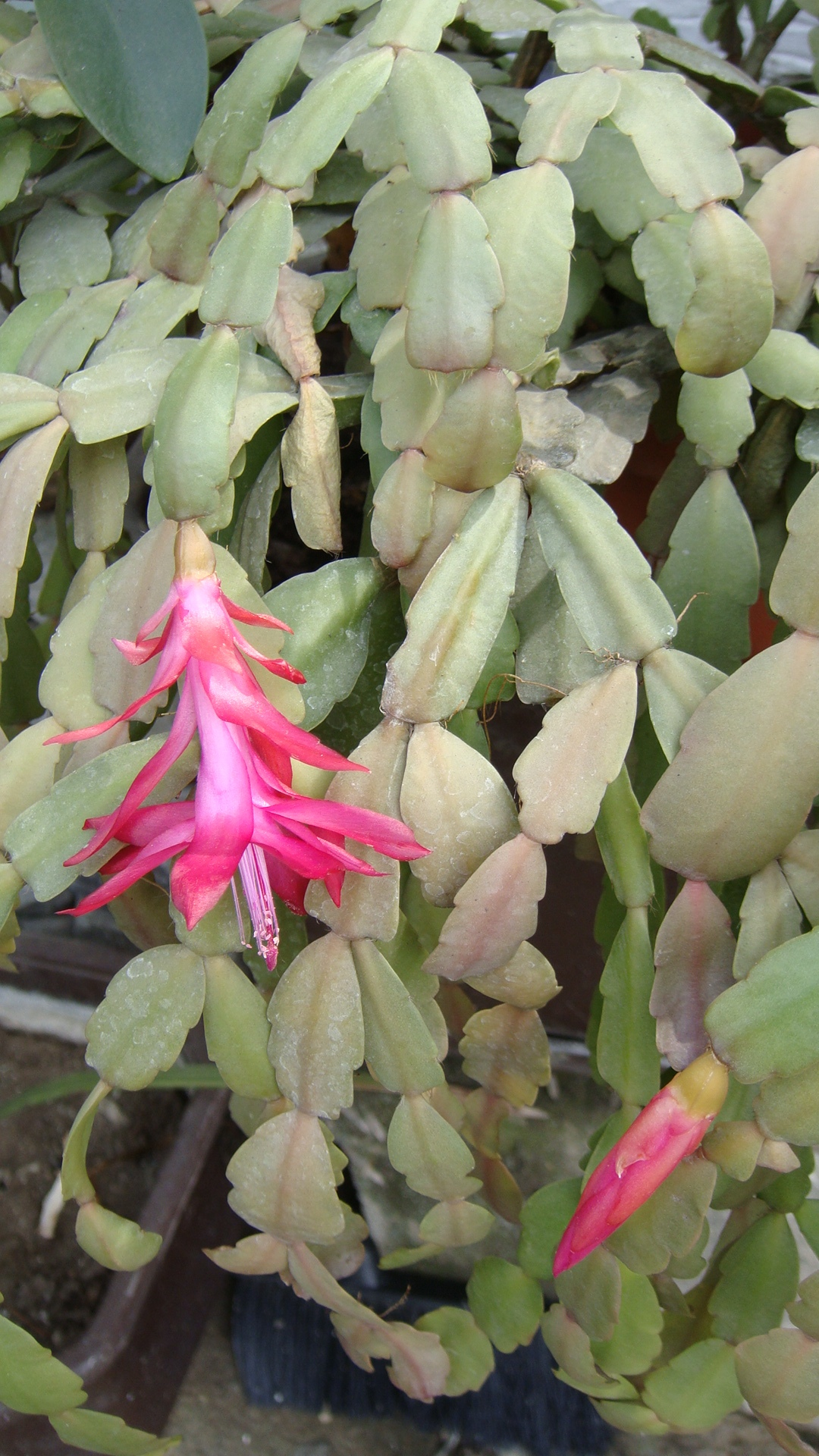
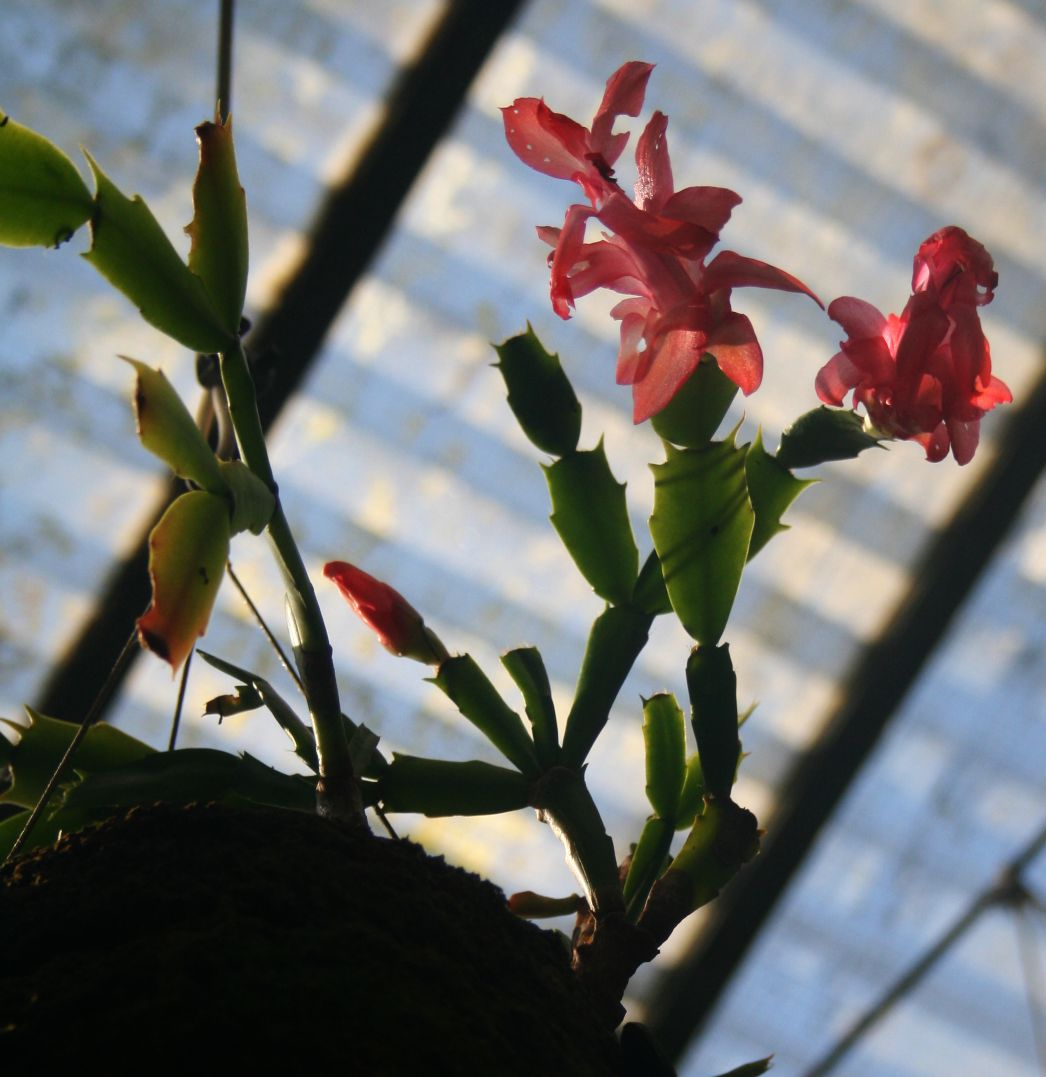